# 7749 Джекшміт
7749 Джекшміт (7749 Jackschmitt) — астероїд головного поясу, відкритий 12 травня 1988 року.
Тіссеранів параметр щодо Юпітера — 3,134.